# 富樫吉樹
富樫 吉樹（とがし よしき、1968年11月29日 - ）は、テレビ神奈川（tvk）報道部、元アナウンサー。O型。

## 経歴
- 神奈川県横浜市出身（現在は港北区在住）
- 1987年3月 神奈川県立白山高等学校卒業
- 1992年3月 立教大学経済学部卒業
- 1992年4月 MRT宮崎放送アナウンサー
- 1997年10月 tvkアナウンサー
- 2010年2月 tvk報道企画室記者[1]
- tvk報道局報道部川崎市政担当副部長、ニュース930編集長、デスク
- 2012年4月 東京支社営業部副部長
- 2013年4月 営業本部事業局事業部イベント担当
- 2020年6月 現在、報道部県央支局相模原市局担当
- 2024年4月 「news link」でキャスターとしてレギュラー出演再開

## 人物
- 六角橋の界隈で育ったため、六角橋商店街の裏ネタに詳しい。
- スポーツに力を入れている地方局であるMRT時代からスポーツ中継を中心に担当していたが、2008年度からはニュース（主に取材）にシフト。しかし、tvk内で富樫しか実況が出来ないアメリカンフットボールは引き続き担当。また高校野球の二元中継の際は男性アナウンサーの頭数の関係で実況を担当。
- 内股が悩みで、歩きながらカメラ目線の収録は恥ずかしくて出来ないとコメント。
- 既婚。2007年生まれの娘が一人。
- 酒飲みで料理好き。おつまみを作ることが趣味。

## 過去の担当番組

### tvkアナウンサー時代
- tvkニュース・天気（随時）
- ベイスターズナイター（実況）
- 全国高等学校野球選手権神奈川大会（実況）
- その他、アメリカンフットボール・ラグビー等の各種スポーツ実況
- 横浜ベイスターズ優勝特番（1998年、司会）
- CM・各番組のナレーション
- HAMA大国（アシスタント、2000年4月 - 2001年3月）
- tvk NEWSハーバー（水曜日、2006年10月 - 2007年3月、2007年10月 - 2008年9月24日）
- マラソン（実況 2007年4月 - 9月）
- ニュース930（特集リポート、中村行宏のリリーフ）
- tvkアニメまつり（司会）

### tvk報道部時代
- tvkスポットニュース（数回担当）
- ニュース930（ニュースディレクター→編集長）
- tvkニュースFRIDAY（ニュースディレクター）
- tvkニュース545（ニュースディレクター）